# Max Gradel
Max Gradel (Abidjan, 30 de novembro de 1987) é um futebolista marfinense que atua como atacante. Atualmente, está sem clube.

## Carreira
Gradel representou o elenco da Seleção Marfinense de Futebol no Campeonato Africano das Nações de 2017.
Gradel foi um dos 22 convocados para representar a Costa do Marfim nos Jogos Olímpicos de Tokyo.

## Títulos

### Leicester City
- Football League One: 2008–09

### Saint-Étienne
- Copa da Liga Francesa: 2012–13

### Costa do Marfim
- Campeonato Africano das Nações: 2015, 2023